# Bratislava
Bratislava (slovaško: [ˈbracislaʋa] (); madžarsko Pozsony, nemška izgovarjava: [Pressburg], po starem pravopisu Preßburg, do 1919 slovaško Prešporok/Prešporek oz. češko Prešpurk) je glavno mesto Slovaške in z okoli pol milijona prebivalci (475.000, z okolico ocenjeno na 720.000) hkrati tudi največje mesto te države, a je glede na velikost Slovaške razmeroma majhna prestolnica, ker ima to vlogo komaj okoli sto let. Uradno se tako imenuje šele od leta 1919, pred tem so tudi Slovaki uporabljali iz nemščine izvirajoče ime Prešporok. Bratislava je na jugozahodnem Slovaškem ob vznožju Malih Karpatov, ki zavzema oba bregova reke Donave in levi breg reke Morave. Meji na Avstrijo in Madžarsko je edina državna prestolnica, ki meji na dve suvereni državi.
V Bratislavi je med drugim sedež največje in najstarejše slovaške Univerze Komenskega, Slovaške tehniške univerze ter Slovaške akademije znanosti.

## Zgodovina
Prva naselbina na območju današnje Bratislave je nastala že v neolitiku. Približno med leti 400 in 50 pr. n. št. so območje naseljevali Kelti in leta 125 pr. n. št. postavili pomembno utrjeno postojanko. Med 1. in 5. stoletjem je ravno čez današnje središče mesta tekla meja Rimskega cesarstva, ob njej je stalo več rimskih (npr. Gerulata) in germanskih naselbin. V 6. stoletju se priselijo Slovani, ki do 8. stoletja živijo z Avari. V 7. stoletju je območje današnjega mesta del Samove plemenske zveze, konec 8. in prvo polovico 9. stoletja pa del Kneževine Nitra. Leta 833 se priključi Velikomoravski, leta 907 pa postane del Ogrske in to z nekaj krajšimi prekinitvami ostane vse do leta 1918.
V 10. stoletju je ozemlje Pressburga (kar je kasneje postalo županija Pozsony) postalo del Ogrske (od leta 1000 imenovane "Ogrsko kraljestvo"). Razvilo se je kot ključno gospodarsko in upravno središče na meji kraljestva. Ta strateška lega je mestu namenila mesto pogostih napadov in bitk, prinesla pa mu je tudi gospodarski razvoj in visok politični status. Prve znane mestne privilegije mu je leta 1291 podelil ogrski kralj Andrej III., kralj Sigismund Luksemburški pa ga je leta 1405 razglasil za svobodno kraljevo mesto. Leta 1436 je mestu dovolil uporabo lastnega grba.
Ogrsko kraljevino je Osmansko cesarstvo premagalo v bitki pri Mohaču leta 1526. Osmani so oblegali in poškodovali Pressburg, vendar ga niso uspeli osvojiti. Med letoma 1536 in 1784, v času turške zasedbe Budima, je bila Bratislava prestolnica Kraljevine Ogrske. Mesto je postalo kronansko mesto in sedež kraljev, nadškofov (1543), plemstva in vseh večjih organizacij in uradov. Med letoma 1536 in 1830 je bilo v stolnici svetega Martina kronanih enajst ogrskih kraljev in kraljic. 17. stoletje so zaznamovali protihabsburški upori, spopadi z Osmani, poplave, kuge in druge nesreče, ki so zmanjšale število prebivalcev.
- Najzgodnejša znana upodobitev gradu Pressburg iz 14. stoletja
- Pressburg (Bratislava) leta 1588
- Pressburg (Bratislava) v 17. stoletju
- Kronanje Marije Terezije leta 1741
- Bratislava v 19. stoletju
- Bratislava leta 1915

V 18. stoletju je mesto začelo postajati središče slovaškega narodnega gibanja. Leta 1805 so po bitki pri Austerlitzu v Bratislavi podpisali mirovni sporazum med Avstrijo in Francijo, štiri leta pozneje pa so jo Napoleonove čete opustošile.
Leta 1918, po razpadu Avstro-Ogrske, so 70 % prebivalcev sestavljali Nemci in Madžari in mestne oblasti so mesto po ameriškem predsedniku Woodrowu Wilsonu poimenovale Wilsonovo mesto in ga razglasile za svobodno mesto. 1. januarja 1919 postane del Češkoslovaške in dobi današnje ime Bratislava. Obstaja več teorij o izvoru imena. Po eni naj bi ga dobilo po stari slovanski besedi Braslava, po drugi naj bi ga v času slovaškega narodnega gibanja tako poimenovali po češkem kralju Bržetislavu I. (1002-55), po tretji pa naj bi ime določil kar ameriški predsednik Wilson.
Med letoma 1939 in 1945 je bilo prestolnica marionetne države Slovaške, leta 1944 so jo zasedli Nemci, leta 1945 jo je zasedla Rdeča armada in ponovno je postala del Češkoslovaške. Leta 1947 so na pariški mirovni konferenci Madžarski odvzeli bodoča bratislavska predmestja Rusovce, Čunovo in Jarovce. 21. avgusta 1968 so jo ob zadušitvi praške pomladi zasedle enote Varšavskega pakta, navkljub vsemu pa je leta 1969, ko se je Češkoslovaška razdelila v dve federalni enoti, postala glavno mesto novoustanovljene Slovaške socialistične republike.
Zadnji dve desetletji 20. stoletja je po kriteriju bruto družbenega proizvoda na prebivalca Bratislava veljala za drugo najbogatejše mesto vzhodne Evrope (takoj za Prago). 15. novembra 1989 je Aleksander Dubček prvič od zadušitve praške pomladi nagovoril Bratislavčane, kar je spodbudilo silovite demonstracije, ki so pripeljale do žametne revolucije in padca češkoslovaškega komunističnega režima.
Od 1. januarja 1993 dalje je Bratislava glavno mesto neodvisne Slovaške.
Sedež samostojne rimskokatoliške nadškofije in metropolije ima Bratislava šele od leta 2008, ko je prišlo do razdelitve bratislavsko-trnavske nadškofije (s historičnim sedežem v Trnavi, z dvojnim imenom šele od 1995) na dve nadškofiji, pri čemer je Bratislava dobila metropolitanski sedež, enega od dveh (poleg Košic) na Slovaškem.

## Lega
Mesto leži na skrajnem zahodu države (48°9' severno, 17°7' vzhodno), tik ob meji z Avstrijo, približno 60 km vzhodno od Dunaja, ki je eno od dveh središč iste kotline. Večji del mesta leži ob levem bregu Donave, le predmestje Petržalka (nemško Engerau/Audorf; madžarsko Pozsonyligetfalu), ki je obenem največje mestno blokovsko naselje z okoli 100.000 prebivalci, leži med desnim bregom in mejo z Avstrijo. Češka meja je tudi le nekaj km oddaljena od meje njenega upravnega območja.
Mesto ima skupno površino 367,58 kvadratnih kilometrov, zaradi česar je drugo največje mesto na Slovaškem po površini (za mestom Vysoké Tatry). Bratislava leži ob reki Donavi, ob kateri se je razvila in je bila stoletja glavna prometna pot do drugih območij. Reka teče skozi mesto od zahoda proti jugovzhodu. Srednje Donavsko porečje se začne pri Devínskih vratih v zahodni Bratislavi. Druge reke so reka Morava, ki tvori severozahodno mejo mesta in se izliva v Donavo pri Devínu, Mala Donava in Vydrica, ki se izliva v Donavo v okrožju Karlova Ves.
Karpatsko gorovje se začne na ozemlju mesta z Malimi Karpati (Malé Karpaty). Záhorie in Donavska nižina se raztezata v Bratislavo. Najnižja točka mesta je na gladini Donave na 126 metrih nad srednjo gladino morja, najvišja točka pa je Devínska Kobyla na 514 metrih. Povprečna nadmorska višina je 140 metrov.
Bratislava leži v severnem zmernem pasu in ima zmerno celinsko podnebje (izvirna/ameriška Köppen–Geigerjeva podnebna klasifikacija Cfb/Dfb, podnebna klasifikacija Trewartha DCbo, USDA Plant Hardiness Zone 7b) s srednjo letno temperaturo (1990–2009) približno 10,5 °C, povprečna temperatura 21 °C v najtoplejšem mesecu in −1 °C v najhladnejšem mesecu, štiri različni letni časi, padavine se porazdelilejoprecej enakomerno skozi vse leto. Pogosto je vetrovno z izrazitimi razlikami med vročimi poletji in mrzlimi, vlažnimi zimami. Mesto je v enem najtoplejših in najbolj suhih delov Slovaške.
V zadnjem času so prehodi iz zime v poletje in poletja v zimo hitri, s kratkimi jesenskimi in pomladnimi obdobji. Sneg se pojavlja manj pogosto kot prej. Ekstremne temperature (1981–2013) – rekordno visoka: 39,4 °C, rekordno nizka: −24,6 °C. Nekatera območja, zlasti Devín in Devínska Nová Ves, so občutljiva na poplave rek Donave in Morave. Na obeh bregovih je zgrajena nova protipoplavna zaščita.

## Demografija
| Leto          | 1994    | 2004    | 2014    | 2024     |
| ------------- | ------- | ------- | ------- | -------- |
| Število ljudi | 450.776 | 425.155 | 419.678 | 479.389  |
| Razlika       |         | −5,68 % | −1,28 % | +14,22 % |

| Leto          | 2023    | 2024    |
| ------------- | ------- | ------- |
| Število ljudi | 478.040 | 479.389 |
| Razlika       |         | +0,28 % |

## Mestna pokrajina in arhitektura
Mestno podobo Bratislave zaznamujejo srednjeveški stolpi in veličastne stavbe iz 20. stoletja, vendar je doživela korenite spremembe v gradbenem razmahu na začetku 21. stoletja.
Večina zgodovinskih stavb je skoncentriranih v starem mestnem jedru. Bratislavska mestna hiša je kompleks treh stavb, zgrajenih v 14.–15. stoletju, v katerih je danes Mestni muzej Bratislave. Mihaelova vrata so edina ohranjena vrata iz srednjeveških utrdb in se uvrščajo med najstarejše mestne zgradbe, v bližini je najožja hiša v Evropi. Stavbo Univerzitetne knjižnice, zgrajeno leta 1756, je od leta 1802 do 1848 uporabljal parlament Ogrske kraljevine. Tam je bil sprejet velik del pomembne zakonodaje iz obdobja madžarske reforme (kot je odprava tlačanstva in ustanovitev Madžarske akademije znanosti).
Za zgodovinsko središče so značilne številne baročne palače. Grassalkovičeva palača, zgrajena okoli leta 1760, je danes rezidenca slovaškega predsednika, slovaška vlada pa ima zdaj sedež v nekdanji nadškofijski palači. Leta 1805 sta diplomata cesarjev Napoleona in Franca II. po Napoleonovi zmagi v bitki pri Austerlitzu v Primasovi palači podpisala četrti bratislavski mir. Nekatere manjše hiše so zgodovinsko pomembne; skladatelj Johann Nepomuk Hummel se je rodil v hiši iz 18. stoletja v starem mestnem jedru.
Pomembne cerkve vključujejo gotsko stolnico sv. Martina, zgrajeno v 13.–16. stoletju, ki je med letoma 1563 in 1830 služila kot cerkev za kronanja Ogrske kraljevine. Frančiškanska cerkev iz 13. stoletja je bila prizorišče viteških obredov in je najstarejša ohranjena sakralna stavba v mestu. Cerkev sv. Elizabete, zaradi svoje barve bolj znana kot Modra cerkev, je v celoti zgrajena v madžarskem secesijskem slogu. Bratislava ima eno ohranjeno delujočo sinagogo od treh večjih, ki so obstajale pred holokavstom.
Zanimivost je podzemni (prej prizemni) obnovljeni del judovskega pokopališča, kjer je pokopan rabin Moses Sofer iz 19. stoletja, ki je ob vznožju grajskega griča blizu vhoda v tramvajski predor. Edino vojaško pokopališče v Bratislavi je Slavín, ki so ga odkrili leta 1960 v čast vojakom Sovjetske armade, ki so padli med osvoboditvijo Bratislave aprila 1945. Ponuja pogled na mesto in Male Karpate.
Druge vidne stavbe iz 20. stoletja so Most Slovenského národného povstania (Most slovaške narodne vstaje) čez Donavo z restavracijo v stolpu, podobnim NLP-ju, sedež Slovaškega radia v obliki obrnjene piramide in edinstveno zasnovan televizijski stolp Kamzík z opazovalnico paluba in vrtljivo restavracijo. V zgodnjem 21. stoletju so nove stavbe spremenile tradicionalno mestno podobo. Na začetku 21. stoletja je gradbeni razcvet povzročil nove javne strukture,  kot sta Most Apollo in nova stavba Slovaškega narodnega gledališča ter razvoj zasebnih nepremičnin.

### Hlavné námestie
Hlavné námestie (dobesedno Glavni trg) je eden najbolj znanih trgov v Bratislavi. Je v starem mestnem jedru in pogosto velja za središče mesta. Nekatere glavne znamenitosti na trgu so stara mestna hiša in Rolandov vodnjak.
Med drugo svetovno vojno je bil ta trg poimenovan po Adolfu Hitlerju (Hitlerovo namestie (1939–1945)). V komunističnem obdobju (1948–1989) se je trg imenoval Námestie 4. apríla (dobesedno Trg 4. aprila, 4. april je bil dan, ko je Rdeča armada ob koncu druge svetovne vojne osvobodila Bratislavo). Prejšnja imena so bila še: slovaško Masarykovo namestie, madžarsko Ferenc József tér (1914), madžarsko Fő tér, nemško Hauptplatz (1879), nemško Franz Joseph-Platz (1850), latinsko Forum civitatis (1668), nemško Ring (1434), nemško Markcht (1404), latinsko Forum (1373).

### Bratislavski grad
Ena najvidnejših zgradb v mestu je Bratislavski grad (Bratislavský hrad), ki stoji na planoti 85 m nad Donavo. Območje grajskega griča je bilo naseljeno že v prehodnem obdobju med kameno in bronasto dobo in je bila akropola keltskega mesta, del Rimskega limesa Romanusa, velike slovanske utrjene naselbine in politično, vojaško in versko središče za Veliko Moravsko. Kamniti grad je bil zgrajen šele v 10. stoletju, ko je bilo območje del Ogrske, v 9. stoletju pa predromanska kamnita bazilika, je stala na območju gradišča.
Grad je bil leta 1430 spremenjen v gotsko protihusitsko trdnjavo pod Sigismundom Luksemburškim, leta 1562 je postal renesančni grad, in je bila leta 1649 prezidana v baročnem slogu. Pod kraljico Marija Terezija je grad postal prestižni kraljevi sedež. Leta 1811 je grad nehote uničil požar in je do 1850-ih ležal v ruševinah,, ko je bila prezidana večinoma v nekdanjem terezijanskem slogu. V 1940-ih je bilo načrtovano, da se grajske ruševine porušijo in na njihovem mestu zgradijo nov univerzitetni kompleks. Vendar do realizacije ni prišlo, v 1960-ih pa se je začela obnova. Danes služi za ceremonialne namene in kot zgodovinski muzej Slovaškega narodnega muzeja.

### Devínski grad
Porušen in nedavno prenovljen Devínski grad je v občini Devín, na vrhu skale, kjer reka Morava, ki tvori mejo med Avstrijo in Slovaško, vstopi v Donavo. Je eno najpomembnejših slovaških arheoloških najdišč in ima muzej, posvečen njegovi zgodovini. Devínski grad je bil zaradi svoje strateške lege zelo pomemben obmejni grad Velike Moravske in zgodnje ogrske države. Uničili so ga Napoleonovi vojaki leta 1809. Je pomemben simbol slovaške in slovanske zgodovine.

## Upravna delitev
Administrativno je Bratislava razdeljena na pet okrožij: Bratislava I (središče mesta), Bratislava II (vzhodni deli), Bratislava III (severovzhodni deli), Bratislava IV (zahodni in severni deli) in Bratislava V (južni deli na desni strani bregu Donave, vključno s Petržalko, najgosteje naseljenim stanovanjskim območjem v srednji Evropi).
Za samoupravne namene je mesto razdeljeno na 17 okrožij, od katerih ima vsako svojega župana (starosta) in svet. Število svetnikov v vsaki občini je odvisno od velikosti in prebivalstva občine. Vsako od okrožij sovpada z 20 katastrskimi območji mesta, razen v dveh primerih: Nové Mesto je nadalje razdeljeno na katastrski območji Nové Mesto in Vinohrady, Ružinov pa je razdeljen na Ružinov, Nivy in Trnávka. Nadaljnja neuradna delitev priznava dodatne četrti in kraje.
| Okrožje        | Četrt                | Karta |
| -------------- | -------------------- | ----- |
| Bratislava I   | Staré Mesto          |       |
| Bratislava II  | Ružinov              |       |
| Bratislava II  | Vrakuňa              |       |
| Bratislava II  | Podunajské Biskupice |       |
| Bratislava III | Nové Mesto           |       |
| Bratislava III | Rača                 |       |
| Bratislava III | Vajnory              |       |
| Bratislava IV  | Dúbravka             |       |
| Bratislava IV  | Karlova Ves          |       |
| Bratislava IV  | Devín                |       |
| Bratislava IV  | Devínska Nová Ves    |       |
| Bratislava IV  | Lamač                |       |
| Bratislava IV  | Záhorská Bystrica    |       |
| Bratislava V   | Petržalka            |       |
| Bratislava V   | Jarovce              |       |
| Bratislava V   | Rusovce              |       |
| Bratislava V   | Čunovo               |       |